# Eviatar Banai

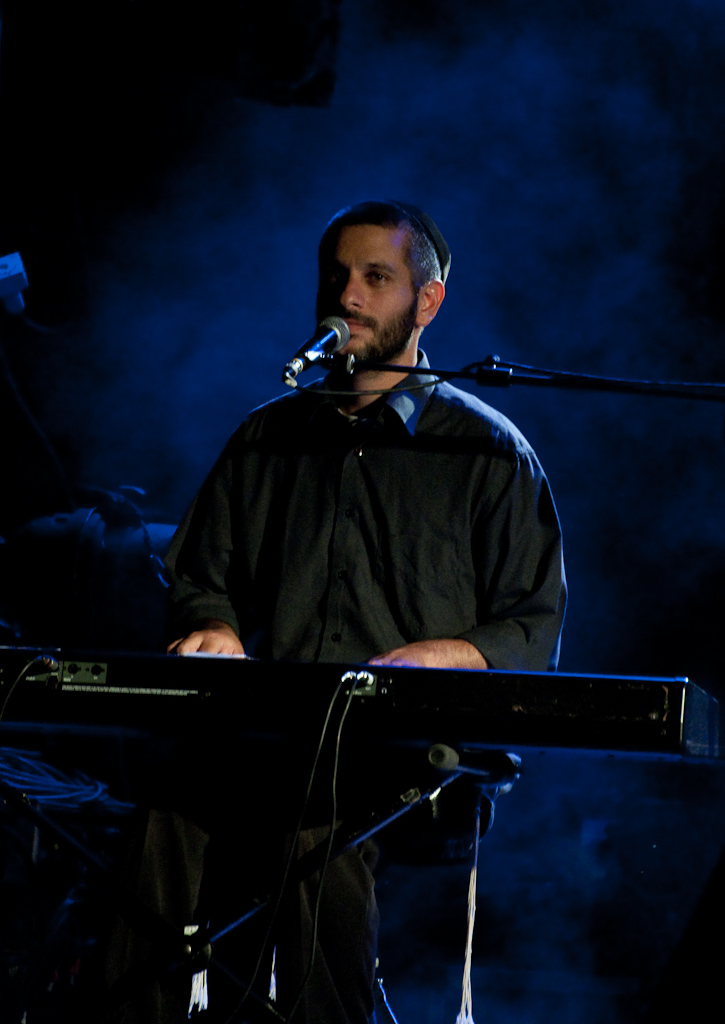
Eviatar Banai a l'escena

Eviatar Banai (també escrit Evyatar o, incorrectament, Evitar; hebreu: אביתר בנאי‎) és un músic israelià, nascut el 8 de febrer de 1973, cantant i compositor.

## Biografia
Banai va néixer l'any 1973 a Beerxeba. La família Banai és notable com una família excepcional d'artistes israelians; Eviatar és el germà més jove de l'actriu Orna Banai i del cantant i compositor Meir Banai; tot i que el seu pare, Yitzhak Banai, era un jutge.
Banai va estudiar cinema a l'escola. També va estudiar piano durant vuit anys. Servint en les Forces de Defensa d'Israel va dirigir i va escriure el guió i la música per a una pel·lícula de comèdia Sis, que va ser mostrada al Canal 1 d'Israel.
Després del seu servei militar a l'FDI, Banai vivia i treballava en un kibbutz dels Alts del Golan. Allà va escriure una obra de teatre, amb l'objectiu de representar-la a Tel-Aviv. S'hi va traslladar per fer-ho i, tot i que l'obra mai no va ser escenificada, va quedar-s'hi a viure, on va començar a escriure cançons. Actuava fent concerts íntims en clubs petits de Tel-Aviv i, algun temps després, el productor de música Chaim Shemesh, qui treballava al segell Hed Arzi Música, li va proposar enregistrar un àlbum.
Les cançons en l'àlbum van ser produïdes i arranjades per la cantant israeliana Corinne Allal. La majoria de l'àlbum va ser basat en la veu de cant melòdica de Banai acompanyada per un piano, algunes cançons tenien arranjaments de cordes, i d'altres tenien arranjaments més senzills de guitarra i tambors de rock. L'àlbum epònim es va llançar l'any 1997, i la combinació de so chamber pop amb sons moderns, les lletres emocionals i les melodies intricades van ser molt ben rebudes: les crítiques van ser uniformement positives, moltes cançons van esdevenir èxits radiofònics i l'àlbum es va vendre per damunt de 50 000 còpies.
Aclaparat per l'èxit de l'àlbum, Banai, com molts israelians joves, va viatjar a l'Índia. Al seu retorn a Israel es va establir a la ciutat de desert de Mitspé Ramon, on va començar en el seu segon àlbum, Shir Tiyul (שיר טיול, Cançó de viatge). L'àlbum es va llançar l'any 1999. El seu estil era completament diferent, va tenir molt poc del so de piano que va caracteritzar el primer àlbum i era majoritàriament basat en música electrònica experimental. Les revisions van elogiar l'audàcia i la innovació de Banai, però les vendes van ser més pobres i Banai va retrocedir de l'atenció pública.
L'any 2004 Banai, com el seu cosí Ehud Banai, va retornar a les seves arrels religioses jueves i va esdevenir un baal teshuva. Va tornar a Tel-Aviv, on es va casar i va tenir un fill.
En Purim de 5765 (2005) va llançar el seu àlbum `Omed Al Neyar (עומד על נייר, Estant damunt paper), produït per Gil Smetana. La majoria de la música va ser escrita per ell mateix. Una cançó era una adaptació d'un poema de Rachel, alguns altres van ser contribuïts per Etgar Keret, Amir Lev i Gilad Kahana i la resta va ser escrita per Banai. La música en l'àlbum era un altre cop una sortida dels seus àlbums més primerencs, majoritàriament tocada per una banda de rock bàsica de guitarra, baix i tambors. L'àlbum va rebre elogi crític, va produir diversos èxits radiofònics i va retornar Banai a l'atenció pública. Va ser certificat com a disc d'or el novembre del mateix any.
Banai va llançar el seu quart àlbum Layla kayom yair (לילה כיום יאיר, La nit és tan clara com el dia; agafat de Salms 139:12) el 22 de novembre de 2009. Sent similar en estil musical a `Omed Al Neyar, i les lletres van mostrar Banai implicació més profunda amb el judaisme. L'àlbum va ser produït per Amir Tzoref. El músic de jazz Daniel Zamir va contribuir amb el saxòfon a tres cançons i el pare d'Eviatar Yitzhak Banai va cantar a una cançó.